# Adelsnäs trädgårdsskola
Adelsnäs trädgårdsskola var en skola för utbildning av trädgårdsmästare med inriktning både på praktiska och gestalsningsmässiga kunskaper. Skolan grundades på Adelsnäs marker vid gården Västertorp, Åtvidaberg av Theodor Adelswärd 1900 och upphörde 1950. Det praktiska arbetet med att planera och driva skolan leddes av Rudolf Abelin som samtidigt ledde omdaningen av Adelsnäs parkanläggningar. Huvudbyggnad för skolan var den tidigare säterisbyggnaden från Adelsnäs som flyttades till platsen och återuppfördes där under ledning av arkitekt Carl Westman.
Idag inrymmer byggnaden Åtvidabergs trädgårdshotell och trädgårdsskolans forna marker upptas av Åtvidabergs golfklubb.